# Murray (Utah)
Murray ist eine Stadt im Salt Lake County in Utah, USA. Das U.S. Census Bureau hat bei der Volkszählung 2020 eine Einwohnerzahl von 50.637 ermittelt.

## Geschichte
Im Jahr 1847 kamen Mormonen in das Becken des Salt Lake. 1848 siedelten die Mississippi Saints, weitere Mormonen-Pioniere, weiter südlich als die anderen im heutigen Gebiet von Murray, das damals die Namen Mississippi Ward, Cottonwood, Big Cottonwood und South Cottonwood trug und landwirtschaftlich kultiviert wurde.
1869 wurden zwei Erzlager gefunden, so dass 1870 in Murray an der Eisenbahn Schmelzöfen gebaut wurden. Im gleichen Jahr wurde auch die South Cottonwood Post Office eröffnet.
1880 bis 1886 war Eli Houston Murray Gouverneur von Utah. Nach ihm wurde 1883 die South Cottonwood Post Office in Murray Post Office umbenannt.
Nach Unruhen gründete 1901 der lokale Zeitungsherausgeber eine Initiative zur Etablierung einer Gemeinde mit eigener Verwaltung, die 1902 in einer Abstimmung die Mehrheit erhielt. C.L. Miller wurde erster Mayor von Murray.

## Persönlichkeiten

### Söhne und Töchter der Stadt
- Scot Pollard (* 1975), Basketballspieler
- Kevin Curtis (* 1978), American-Football-Spieler
- Nathaniel Coleman (* 1997), Sportkletterer

### Bekannte Einwohner
- Ken Jennings (* 1974), Quizprofi
- David Archuleta (* 1990), Popsänger